# Cyrtobill
Cyrtobill là một chi nhện trong họ Araneidae.